# Netatalk
Netatalk is een vrije, opensource-implementatie van de AppleTalk-suite van protocollen. Het laat Unix-achtige besturingssystemen toe om te dienen als bestands-, print- en tijdservers voor Macintosh-computers.
Netatalk werd oorspronkelijk ontwikkeld door de Research Systems Unix Group aan de Universiteit van Michigan en verhuisde naar SourceForge in 2000. In oktober 2004 werd Netatalk 2.0 uitgebracht met belangrijke verbeteringen, waaronder ondersteuning voor Apple Filing Protocol versie 3.1 (dat lange UTF-8-bestandsnamen mogelijk maakte, bestandsgrootte van meer dan 2 gigabyte, volledige Mac OS X-compatibiliteit), CUPS-integratie, Kerberos V-ondersteuning waardoor echte "Single Sign-on" kon, betrouwbare en permanente opslag van bestanden en directory-ID's en talloze bugfixes ten opzichte van eerdere versies.
Sinds versie 2.0.5 ondersteunt Netatalk het gebruik van Time Machine via een netwerk in een vergelijkbare wijze als Apples eigen Time Capsule. Vanaf versie 2.2 ondersteunt Netatalk het nieuwste Apple Filing Protocol (AFP) niveau 3.3.
Versie 3.0 van Netatalk werd uitgebracht in juli 2012 en voegde ini-stijlconfiguratie, en AppleDouble-backend toe gebruikmakend van het Extended Attributes-bestandssysteem als standaard en verwijderde AppleTalk-ondersteuning.
Momenteel ondersteunt Netatalk de besturingssystemen FreeBSD, Linux, OpenBSD, NetBSD, Solaris, OpenSolaris en Tru64. Ook zijn er pakketten voor iOS en Mac OS X. Netatalk is gelicenseerd onder de voorwaarden van de GNU General Public License.